# Le Problème à trois corps (série télévisée, 2024)
Pour les articles homonymes, voir Le Problème à trois corps (homonymie).
Le Problème à trois corps (3 Body Problem) est une série télévisée de science-fiction adaptée du début de la trilogie éponyme de Liu Cixin. La série est mise en ligne sur Netflix le 21 mars 2024.

## Synopsis
Un agent du gouvernement britannique s'associe à un groupe d'anciens étudiants de l'université d'Oxford pour enquêter sur une mystérieuse vague de suicides touchant la communauté scientifique. Leurs investigations les mènent jusqu'à un jeu en réalité virtuelle fondé sur un problème de physique avancée, et à une scientifique chinoise de génie ayant été persécutée durant la révolution culturelle.

## Distribution
- Benedict Wong (VF : Paul Borne) : Clarence Shi
- Liam Cunningham (VF : Mathieu Rivolier) : Thomas Wade
- Jess Hong (VF : Geneviève Doang) : Jin Cheng
- Jovan Adepo (VF : Baptiste Marc) : Saul Durand
- Eiza González (VF : Claire Morin) : Augustina « Auggie » Salazar
- John Bradley-West (VF : Emmanuel Gradi) : Jack Rooney
- Alex Sharp (VF : Alan Aubert-Carlin) : Will Downing
- Rosalind Chao (VF : Ninou Fratellini) : Ye Wenjie
  - Zine Tseng (VF : Angèle Humeau) : Ye Wenjie, jeune
- Jonathan Pryce (VF : Philippe Ariotti) : Michael « Mike » Evans
  - Ben Schnetzer (VF : Nicolas Taffin) : Mike Evans, jeune
- Marlo Kelly (VF : Marie Perret) : Tatiana Haas
- Sea Shimooka (VF : Isabelle Andrade) : Sophon
- Saamer Usmani (VF : Anatole de Bodinat) : Raj Varma
- Eve Ridley : Suivante

Version française dirigée par Thierry Wermuth au studio Titra Film, d'après une adaptation des dialogues de Nicolas Mourguye, François Dubuc et Jonathan Amram.
 Source et légende : version française (VF) sur RS Doublage et cartons du doublage français.

## Épisodes

### Saison 1
1. Compte à rebours (Countdown)
2. Côte rouge (Red Coast)
3. Destructeur des mondes (Destroyer of Worlds)
4. Notre Seigneur (Our Lord)
5. Jugement dernier (Judgment Day)
6. Destination les étoiles (The Stars Our Destination)
7. Il faut toujours avancer (Only Advance)
8. Colmateur (Wallfacer)

## Postérité
D'après l'analyste géopolitique Pierre Haski, cette adaptation américaine d'un produit culturel chinois de premier plan « relance l’hostilité entre Pékin et Washington, avec des accents de guerre froide ». Les autorités chinoises soulèvent notamment que les nationalités de certains personnages ont été changées, et que les protagonistes chinois restants sont désormais en majeure partie des traîtres ou des despotes, malgré le contre-exemple positif d'une jeune Chinoise héroïque vivant en Occident. Pierre Haski y voit le regret de la Chine de n'être pas parvenue à étendre son soft power par le biais de l'adaptation produite par le conglomérat chinois Tencent, soumise à la censure et à la moindre influence internationale.